# Dipinti

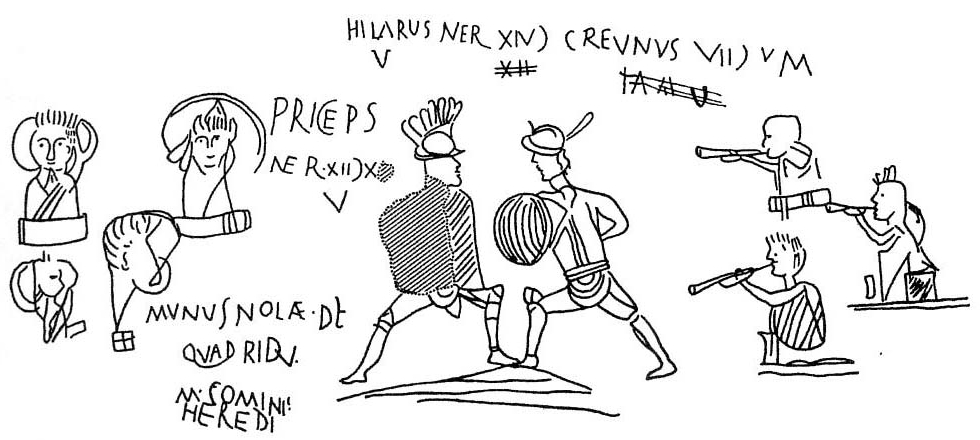
Graffito mit Dipinti aus Pompeji. Wortlaut der Inschrift: Hilarius, aus der Gladiatorentruppe Neros, 14 Kämpfe, 12 Siege, Sieger. Creunus, 7 Kämpfe, 5 Siege, begnadigt. Princeps aus der Gladiatorentruppe Neros, 12 Kämpfe, 12 (?) Siege, Sieger. Viertägiger Gladiatorenkampf in Nola.

Mit Dipinti werden, zumeist mit roter Farbe oder schwarzer Tusche, gezeichnete Inschriften auf Wandverputz- und Steinflächen bezeichnet, die sich zumeist werbend an die Öffentlichkeit wenden. Dipinti sind eng verwandt mit Graffiti. Vor allem in Pompeji, aber auch anderen Städten wie Ostia und Herculaneum wurden diverse antike Dipinti aus römischer Zeit, vorwiegend an Häuserwänden und den Innenwänden öffentlicher sowie privater Gebäude, angebracht. In einigen Fällen wurden Dipinti und Graffiti nebeneinander gefunden und ergänzen sich zu einem Gesamtwerk. Die Hauptarten von Dipinti in Pompeji sind Wahlaufrufe, Werbung für Gladiatorenspiele und Werbeanzeigen.

## Einzelbelege
1. ↑  Hendrik Mouritsen: Die Inschriften aus der Insula I 10 in Pompeji. In: Harald Meller, Jens-Arne Dickmann (Hrsg.): Pompeji – Nola – Herculaneum. Katastrophen am Vesuv. Hirmer, München 2011, ISBN 978-3-7774-3801-6, S. 277.
2. ↑  Karl-Wilhelm Weeber: Wahlkampf im alten Rom. Patmos, Düsseldorf 2007, ISBN 978-3-491-35008-3, S. 7.